# Dandismo

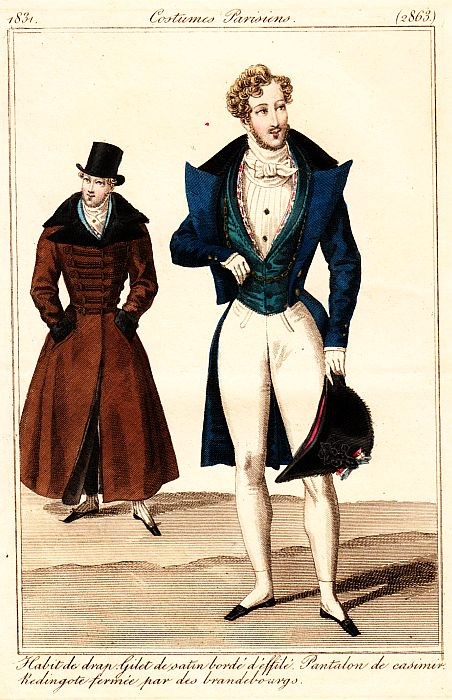
Dandy nel 1831, Journal des Dames et des Modes

Il dandismo è un comportamento diffusosi durante la Reggenza inglese e la Restaurazione francese. Proprio dei dandy, consiste in un'ostentazione di eleganza dei modi e nel vestire, caratterizzato da forme di individualismo esasperato, di ironico distacco dalla realtà e di rifiuto nei confronti della mediocrità borghese. Influì notevolmente sui movimenti culturali del XIX secolo, e in particolare sul Decadentismo.
Il fenomeno del dandismo è stato da alcuni interpretato come puramente superficiale e riguardante unicamente la moda. Thomas Carlyle nella sua opera Sartor Resartus (1833-1834) definisce il dandy come "un uomo il cui settore, ufficio e esistenza consiste nell'indossare abiti". Tale critica deriva tuttavia da una vera e propria reazione ai cambiamenti nella struttura sociale europea verificatasi nell'Ottocento. Col suo stile di vita, il suo atteggiamento e il suo modo di presentarsi, che va oltre la mera esibizione di eleganza nel vestiario, il dandy intende definire in modo inequivocabile i tratti che lo distinguono da una massa che disprezza e di cui rifiuta i principi egalitari.

## Il rifiuto della mentalità borghese
"Épater la bourgeoisie" (in italiano "stupire la borghesia") è considerato uno degli slogan del dandismo. Laddove l'Ottocento vede il diffondersi di "idoli" quali utilitarismo, progresso, velocità, denaro e successo a ogni costo, il dandismo rappresenta un fenomeno nostalgico di un'epoca in cui l'aristocrazia vedeva riconosciuta socialmente la propria superiorità. Stile e stili di vita, in quanto indicatori di posizioni sociali o aspirazioni e identificazioni, servono al dandy a stabilire i confini del gruppo e sottolineare le differenze con la massa.
Charles Baudelaire scrive: 
(Il pittore della vita moderna, 1863)
Il dandy infatti ricorda nello stile di vita l'honnête homme del Settecento, ma la condizione storica lo obbliga a delle sostanziali differenze: egli vive infatti in una società democratica dove non si distingue per una posizione di rilievo. Denuncia quindi la sua nostalgia per il passato dell'Ancien Régime opponendo l'individualismo ai principi egalitari, il riposo alla fatica del lavoro, la ricchezza all'arricchimento, il mettere in mostra sé stesso alla ricerca dell'approvazione borghese. Esprime tali sentimenti non solo tramite ostentazione di sé, ma anche tramite un evidente disgusto e disprezzo per la massa, condizione necessaria dell'atteggiamento dandy.
Questa ribellione si esprime in termini di insolenza e impertinenza verso tutto ciò che il dandy giudica volgare ma mai comunque di aperta trasgressione, accettando quindi comunque le regole del mondo in cui vive a un livello superficiale in quanto ambiente senza il quale non potrebbe esistere.

## Storia

### Antecedenti e origini

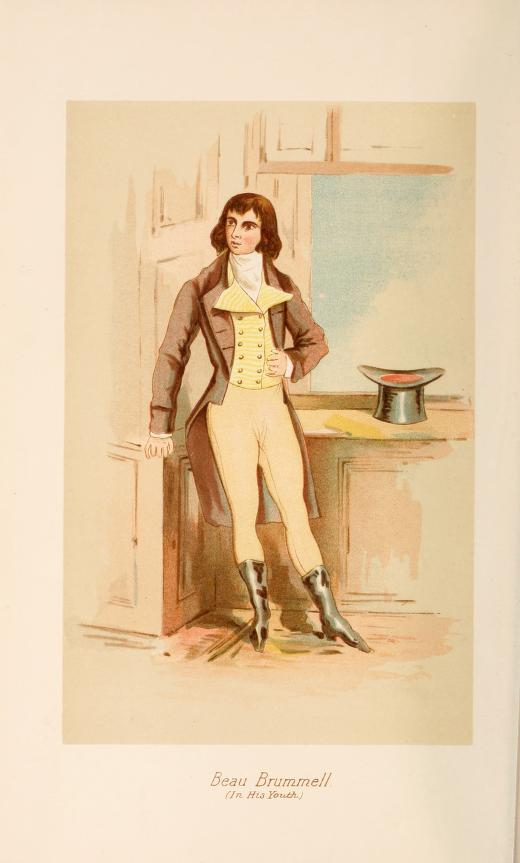
Beau Brummell in un'illustrazione del 1886

Tra i precursori dei dandy si possono segnalare i settecenteschi macaroni, che ostentavano un'eleganza affettata e femminea e, proprio per tale ragione, venivano derisi.
Durante il XIX secolo il prototipo del dandy fu George “Beau” Brummell, che rappresentò il modello principale di dandismo e fu considerato un arbitro di eleganza per l'epoca. Con successive variazioni l'atteggiamento dandy divenne poi diffuso tra i giovani, gli artisti, i poeti, gli scrittori e gli ufficiali di molti eserciti europei.
Brummell stabilì l'immagine di una vita notevole per la sua maestria sociale: partendo da una condizione non aristocratica, condusse la sua vita in modo da essere sempre rispettato, temuto e ammirato. Ciò che lo distingueva era ostentazione, annoiata superficialità, aria di superiorità e raffinatezza nel gusto. Si mostrava deliberatamente improduttivo e impegnato unicamente nella mondanità, nella metodica raffinatezza e nel consumo di lusso.

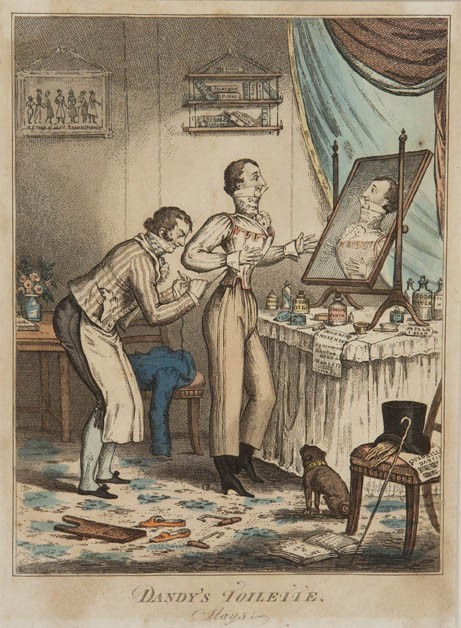
La toilette del dandy, 1818

L'habitat suo e di tutta la schiera di dandy, creatosi soprattutto in Inghilterra attorno a lui, erano le occasioni di vita in società frequentate da un'élite esclusiva: clubs, balli privati, soirées, club di scommesse e saloni eleganti. La stessa promenade del pomeriggio diventava un regolare sfoggio di sé, con visite occasionali ai negozi maggiormente alla moda. Inoltre, uno dei momenti fondamentali della giornata del dandy era quello dedicato alla toilette, praticata in maniera rigorosa secondo un lungo e preciso rituale.
L'abbigliamento di Brummell era semplice ma curato in maniera estrema; in particolare si citano la giacca blu con bottoni in ottone, il panciotto, i pantaloni alla lunghezza del ginocchio, il fazzoletto da collo e la cravatta bianca di mussola.
La sua eleganza non si basava semplicemente sul suo aspetto ma anche sulle sue pose, i suoi comportamenti sociali e soprattutto sul suo modo di fare conversazione: essenziale, acuto, spesso snob, dotato di humour superficiale e di rapidi botta e risposta.
Un altro dandy celebre di questo periodo è da considerarsi anche il poeta Lord Byron, il quale fuse il modello diffuso da Brummell col Romanticismo, aggiungendovi l'elemento esotico, eccentrico, in cui la posa del dandy appariva casuale, sciolta e talvolta quasi selvaggia. Il dandy romantico indossa la camicia col colletto aperto e sbottonato, cappelli morbidi, sciarpe slegate e, rinnovando l'abbigliamento della classe aristocratica, pantaloni lunghi e ampi.

### Il dandismo francese

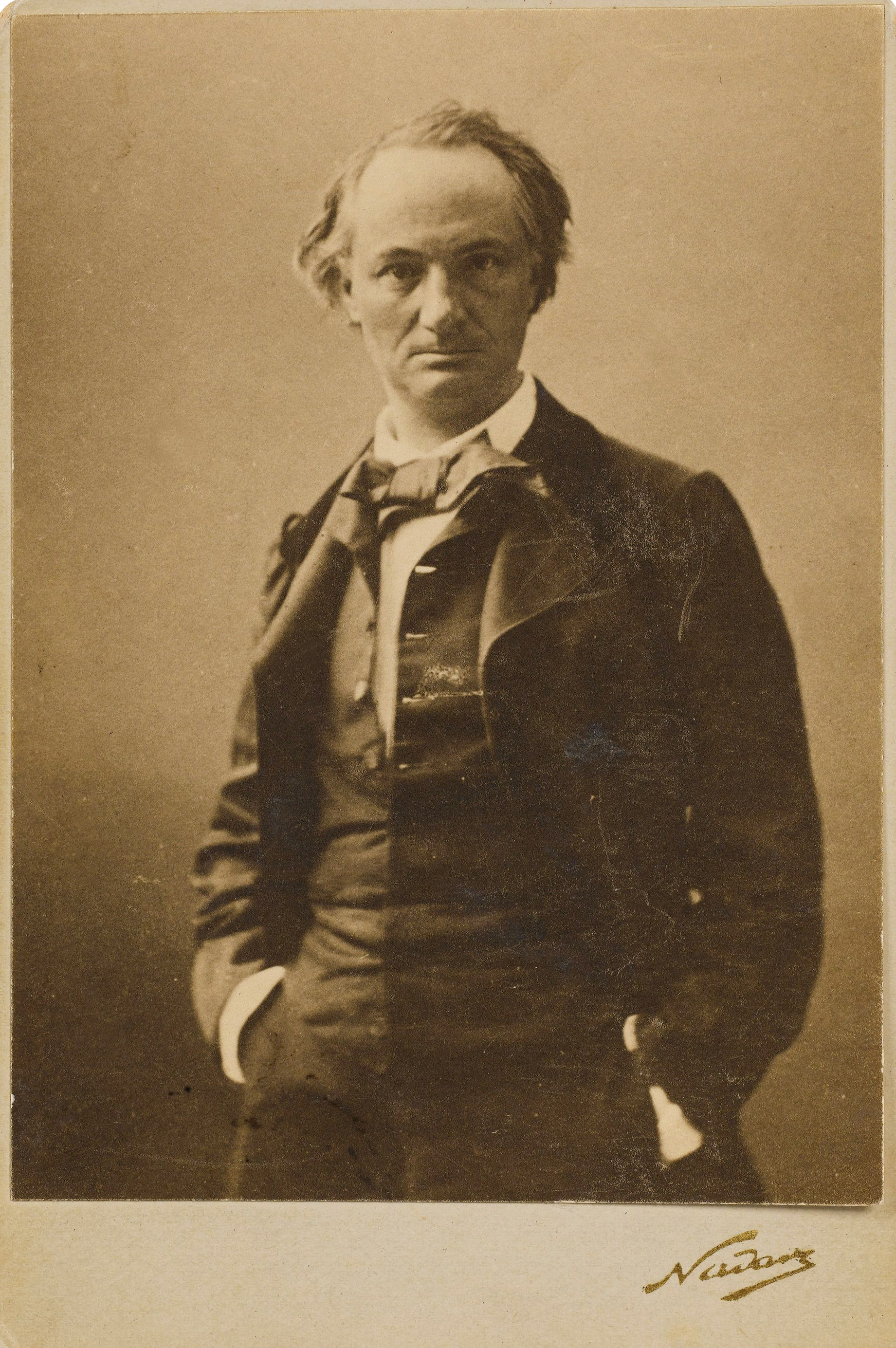
Ritratto di Charles Baudelaire, 1855

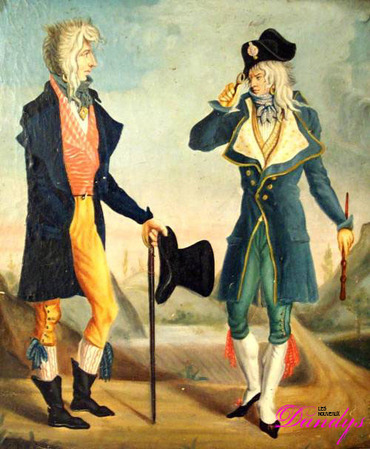
Carle Vernet, Les nouvelles dandys, ritratto di due "Moscardini"

Il dandismo trova terreno fertile soprattutto in Francia dopo la Restaurazione del 1814 (sebbene un precedente possa essere trovato nei muscadins o incredibili del periodo 1794-1799, e, secondo Baudelaire, in atteggiamenti romantici diffusi tra gli anti-napoleonici sul tipo del René di Chateaubriand), sempre seguendo il modello di Beau Brummell con l'aiuto di una già diffusa mode à l'anglaise. Si ha in questa fase una teorizzazione del fenomeno per opera soprattutto di Barbey D'Aurevilly (“George Brummell e il dandismo” del 1845) e Charles Baudelaire (“Il pittore della vita moderna” del 1863). Ripudiando ogni forma di dandismo disimpegnato, l'eleganza è considerata fondamentale per conferire la superiorità aristocratica e intellettuale e si unisce a una forma di tensione eroica, che ha come sfondo il mondo decadente della città moderna.
La figura del dandy subisce l'influenza di quella del bohémien e del flâneur. Si diffonde tra i dandy francesi soprattutto la moda dell'abito ampio e nero e in generale l'utilizzo del colore scuro.

### Il tardo dandismo

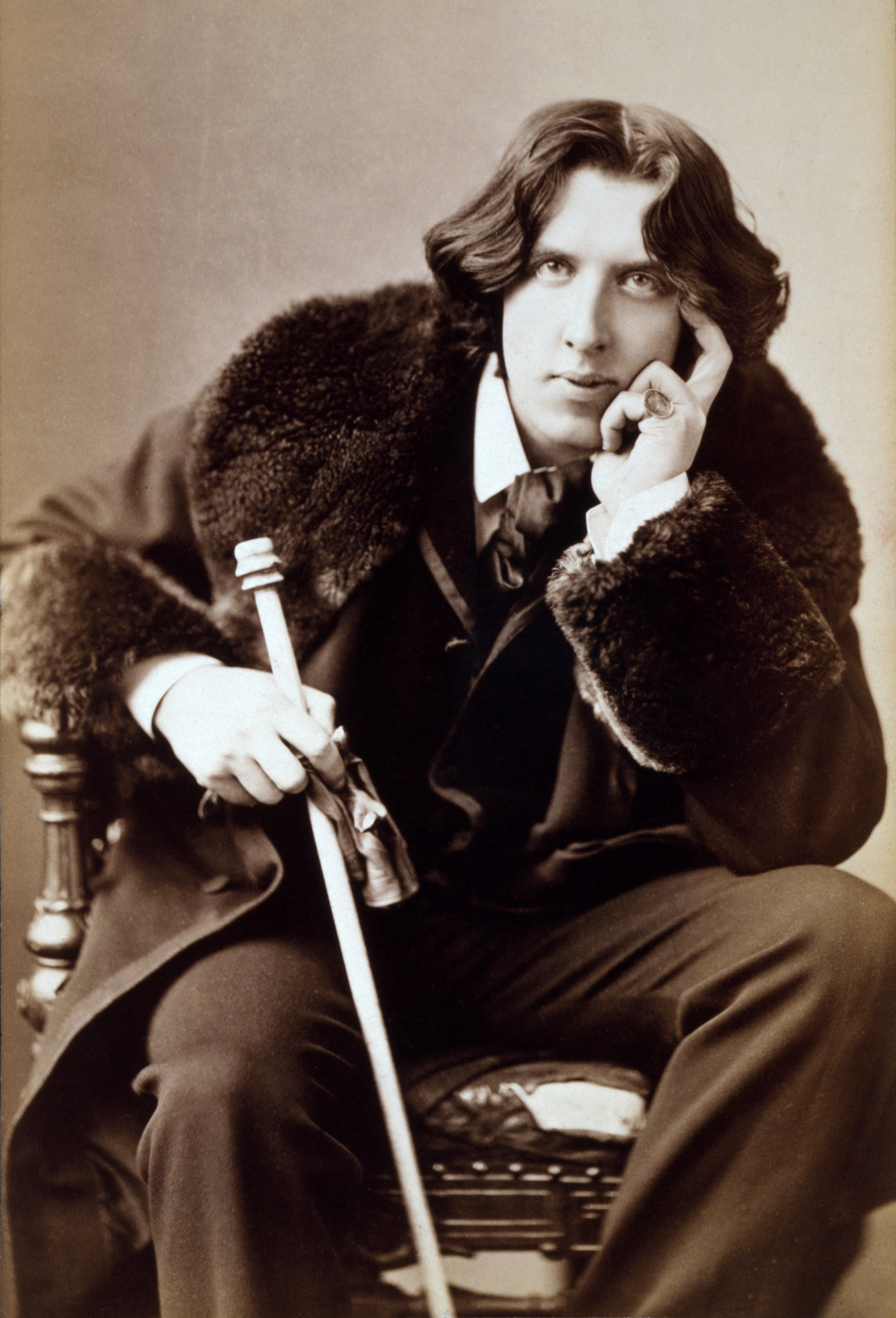
Ritratto di Oscar Wilde, 1882

Dopo una quasi totale scomparsa del dandismo in Inghilterra durante l'epoca vittoriana, col movimento dell'estetismo e la dottrina legata allo slogan “the art for art's sake” il fenomeno dandy riprese vigore, soprattutto grazie alla figura di Oscar Wilde. I vestiti, così come ogni aspetto della propria esistenza, dovevano puntare alla bellezza e allo stile così da fare della vita stessa un'opera d'arte.
Anche per Wilde l'abbigliamento doveva mirare a stupire. In particolare col riportare in voga i pantaloni alla lunghezza del ginocchio, non più comuni da diverso tempo, scandalizzò l'opinione pubblica legata alle convenzioni dell'epoca vittoriana. Più tardi, abbandonò lo stile stravagante per uno più classico, mantenendo comunque il suo senso di stile e di sottile innovazione. Il tardo dandismo ebbe in Italia il massimo esponente in Gabriele D'Annunzio.

### Fine del dandismo classico e dandismo moderno
Col tramonto del movimento dell'Estetismo, il fenomeno dandy perse il suo contesto filosofico-letterario e, soprattutto per i processi di socializzazione e democratizzazione avvenuti nel Dopoguerra, le sue motivazioni sociali più profonde. Tuttavia si è parlato e si parla tuttora spesso di dandismo in senso superficiale in riferimento a un'estrema eleganza e raffinatezza nella moda maschile.
Alcuni artisti e scrittori di questo periodo, come Curzio Malaparte, sono stati a volte definiti come dei dandies.

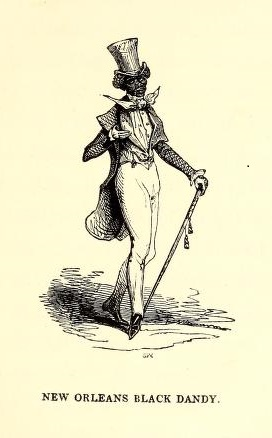
Dandy afroamericano di New Orleans

Può essere rilevata oggi una nuova forma di dandismo nella società contemporanea globalizzata, come esasperazione del modo di vestire che faccia da protesta silenziosa verso una società non apprezzata. Questo "neodandismo", fenomeno in questo caso sia maschile che femminile, avrebbe iniziato a svilupparsi a partire dagli anni '60 - '70 in tutte quelle che sono state definite mode giovanili (dai primi teddy boys americani ai moderni neopunk). Condividerebbe col dandismo classico l'elemento della vanità, dell'esibizionismo e del mascheramento di sentimenti tramite le apparenze esteriori.
Negli anni '70 del '900 in particolare modo nella musica pop e rock anglosassone, figure come David Bowie (in particolare con la figura del " Thin White Duke"), Bryan Ferry (cantante dei Roxy Music) e Marc Bolan (cantante dei T. Rex) sono state variamente assunte ad icone del dandismo contemporaneo - cosa su cui le opinioni degli esperti dibattono a colpi di articoli, saggi e conferenze di opinione divergente.
Massimiliano Mocchia di Coggiola, studioso della storia della moda maschile e del dandismo contemporaneo, afferma che il dandy non sia morto ma semplicemente cambiato: il dandismo essendo una filosofia di vita e non un movimento di moda o letterario, va da sé che il dandy sopravviva agli avvenimenti storici ed ai semplici fenomeni di costume, integrandosi ed adattandosi ai tempi contemporanei. I dandy del XIX secolo, mediatizzati e presi a modello dalla società, erano conosciuti dai più; oggi, essendo i modelli di eleganza maschili drasticamente diversi, gli ideali della società essendo cambiati rispetto a quelli del passato, i dandy di oggi si rivelano essere personaggi più o meno sconosciuti, in quanto non più celebrati né mediatizzati.

## Caratteristiche generali del dandy

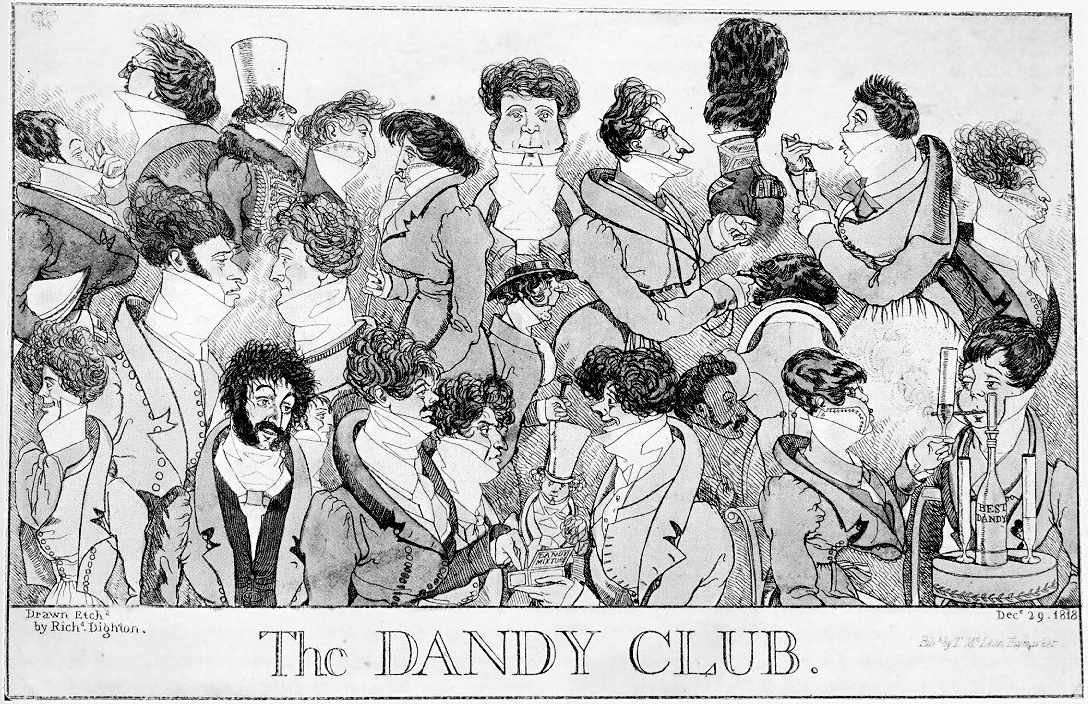
Richard Dighton, The Dandy Club, 1818

È possibile riconoscere due modi in cui il dandismo era percepito nella sua epoca: uno superficiale e uno profondo. Col diffondersi del fenomeno infatti molti tentarono di approcciarvisi assumendone le caratteristiche esteriori, quali l'abbigliamento e gli atteggiamenti più evidenti. Tuttavia il dandismo veniva spesso percepito come una dottrina alla quale non si poteva semplicemente scegliere di aderire e la classificazione di un uomo come “dandy”, nonostante i tentativi di diventarlo, poteva spesso essere oggetto di discussione fino ad essere respinta. Infatti per molti questo stile di vita sfuggiva a dei tratti peculiari riconoscibili, ma seguiva leggi individuali, il cui elemento comune fosse il concetto di distinzione. Diventare dandy semplicemente imitando altri dandies non veniva considerato abbastanza e l'esclusivismo dell'appartenenza a questa cerchia era fortemente presente.
L'imprevedibilità e l'incostanza erano infatti parti integranti del comportamento del dandy. Egli doveva costantemente stupire e scegliere spesso di fare esattamente il contrario di ciò che da lui ci si aspettava. La stessa moda era considerata qualcosa che il dandy poteva creare ma non seguire: la sua raffinatezza nell'abito stava spesso proprio nell'elemento sorprendente e stravagante. Un mutamento continuo diveniva quindi necessario, alla ricerca di sempre nuove elaborazioni di dettagli.
Fondamentale nell'essenza del dandismo era inoltre la costruzione della propria identità, necessaria per creare attorno a sé stesso una sorta di difesa dalla minaccia sociale. La relazione con sé diventava simile a quella con un oggetto esterno. 

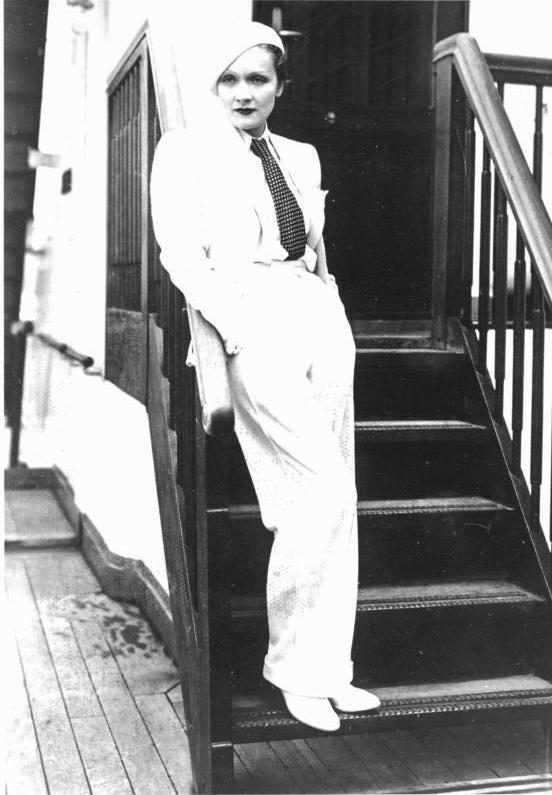
L'attrice Marlene Dietrich in abiti maschili eleganti nel 1933

L'io interno era nascosto da questa maschera, che obbligava il dandy a mostrarsi sempre nel pieno autocontrollo e nell'impossibilità di essere emotivamente toccato dagli eventi. L'aria indifferente diventava un atteggiamento necessario.
Baudelaire scrive:
("Il pittore della vita moderna",1863)
Il dandismo fu un fenomeno puramente maschile. Baudelaire afferma che la donna è il contrario del dandy. In generale, le donne non sono tenute in alta considerazione dal dandy. Inoltre, all'istituto coniugale, tipicamente borghese, sono preferite le relazioni con amanti che, anche se sventurate, prevedano l'elemento dell'imprevisto, tanto apprezzato dai dandies. Nel saggio Il Dandy, l'autore Massimiliano Mocchia di Coggiola dedica per la prima volta un lungo capitolo al dandismo femminile che egli ipotizza essere sempre esistito, sebbene con aspetti e canoni diversi da quelli del dandismo maschile.